# Apanteles oblicarina
Apanteles oblicarina är en stekelart som först beskrevs av Chen och Song 2004.  Apanteles oblicarina ingår i släktet Apanteles och familjen bracksteklar. Inga underarter finns listade i Catalogue of Life.